# Chrysobliastes atrospinosus
Chrysobliastes atrospinosus är en insektsart som först beskrevs av Bruner, L. 1915.  Chrysobliastes atrospinosus ingår i släktet Chrysobliastes och familjen vårtbitare. Inga underarter finns listade i Catalogue of Life.